# Dziewięcioły
Dziewięcioły – wieś w Polsce położona w województwie małopolskim, w powiecie miechowskim, w gminie Miechów.
| SIMC    | Nazwa         | Rodzaj    |
| ------- | ------------- | --------- |
| 0251156 | Miechowice    | część wsi |
| 0251162 | Ogiernia      | część wsi |
| 0251179 | Podlipie      | część wsi |
| 0251185 | Ściegna       | część wsi |
| 0251191 | Zagaje        | część wsi |
| 0251200 | Zielone Dołki | część wsi |

W latach 1975–1998 miejscowość administracyjnie należała do województwa kieleckiego.